# Медолюб вохристий
Медолюб вохристий (Xanthotis flaviventer) — вид горобцеподібних птахів родини медолюбових (Meliphagidae). Мешкає в Австралії, на Новій Гвінеї та на сусідніх островах.

## Підвиди
Виділяють вісім підвидів:
- X. f. fusciventris Salvadori, 1876 — острови Вайгео і Батанта;
- X. f. flaviventer (Lesson, R, 1828) — острови Салаваті[en] і Місоол, північний захід Нової Гвінеї;
- X. f. saturatior (Rothschild & Hartert, E, 1903) — острови Ару, острови Торресової протоки, південь Нової Гвінеї;
- X. f. visi (Hartert, E, 1896) — південний схід Нової Гвінеї;
- X. f. madaraszi (Rothschild & Hartert, E, 1903) — північний схід Нової Гвінеї;
- X. f. meyerii Salvadori, 1876 — північ Нової Гвінеї і острів Япен;
- X. f. spilogaster (Ogilvie-Grant, 1896) — острови Тробріана і острови Д'Антркасто;
- X. f. filiger (Gould, 1851) — півострів Кейп-Йорк (Австралія).

## Поширення і екологія
Вохристі медолюби живуть у вологих і сухих рівнинних тропічних лісах, в гірських тропічних лісах і мангрових заростях.